# Myrmapana
Myrmapana Prószynski, 2016 è un genere di ragni appartenente alla famiglia Salticidae.

## Distribuzione
Le 5 specie sono state reperite in America centrale e meridionale.

## Tassonomia
Per la descrizione delle caratteristiche di questo genere sono stati esaminati gli esemplari tipo di Myrmarachne panamensis Galiano, 1969.
Non sono stati esaminati esemplari di questo genere dal 2016.
Attualmente, a gennaio 2022, si compone di 5 specie:
- Myrmapana brasiliensis (Mello-Leitão, 1922) — Brasile
- Myrmapana centralis (Peckham & Peckham, 1892) — dal Messico a Panama
- Myrmapana mocamboensis (Galiano, 1974) — Brasile
- Myrmapana panamensis (Galiano, 1969)[2] — Panama, Argentina
- Myrmapana parallela (Fabricius, 1978) — Nicaragua, Panama